# Hornillos de Eresma
Hornillos de Eresma es un municipio y localidad de España, en la provincia de Valladolid, comunidad autónoma de Castilla y León. Tiene una superficie de 34,90 km² con una población de 186 habitantes y una densidad de 5,33 hab/km².

## Geografía
Hornillos de Eresma se localiza a 39 kilómetros de Valladolid en dirección Madrid por la N-601 (pK 155). Se encuentra en un entorno privilegiado entre pinares y que además es rodeado tanto por el arroyo Sangüero como por el río Eresma. Forma parte de la comarca vallisoletana de Tierra de Pinares y está a una altitud de 729 metros sobre el nivel del mar. 
| Noroeste: Matapozuelos      | Norte: Matapozuelos | Noreste: Alcazarén |
| Oeste: Olmedo, Matapozuelos |                     | Este: Alcazarén    |
| Suroeste: Olmedo            | Sur: Olmedo         | Sureste: Olmedo    |

## Geografía humana

### Demografía
Cuenta con una población de 171 habitantes (INE 2024).

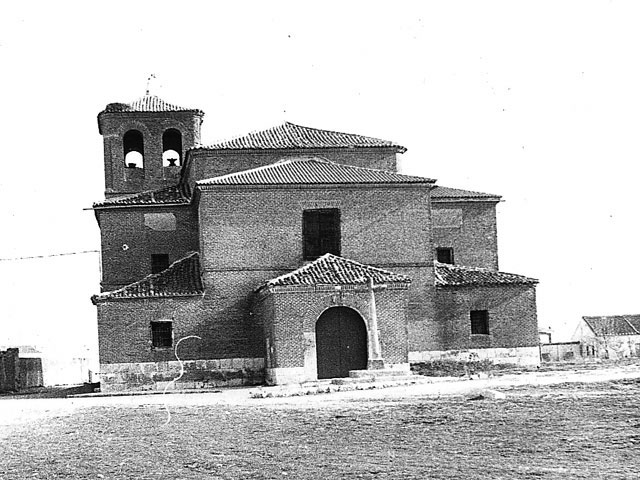
Iglesia de San Miguel Arcángel

| Gráfica de evolución demográfica de Hornillos de Eresma entre 1842 y 2021 |
| |
| Población de derecho según los censos de población del INE Población de hecho según los censos de población del INEEn estos censos se denominaba Hornillos: 1842, 1857, 1860, 1877, 1887, 1897, 1900, 1910, 1920, 1930, 1940, 1950, 1960, 1970, 1981 y 1991 |

| 386                        | 381 | 151 | 153 | 186 | 193 | 176 | 174 |
| (Fuente: [cita requerida]) |     |     |     |     |     |     |     |